# Pleistodontes rigasamos
Pleistodontes rigasamos är en stekelart som beskrevs av Wiebes 1991. Pleistodontes rigasamos ingår i släktet Pleistodontes och familjen fikonsteklar. Inga underarter finns listade i Catalogue of Life.